# Майдан Марк Степанович
Майдан Марко Степанович (*20 червня 1913 — †10 лютого 1945) — стрілець 433-го стрілецького полку 64-ї стрілецької дивізії 50-ї армії 2-го Білоруського фронту Червоної Армії, рядовий, Герой Радянського Союзу.

## Біографія
Народився 20 червня 1913 року в селі Пушкарівка нині Сумського району Сумської області України в сім'ї селянина. Член ВЛКСМ з 1927 року. Закінчив 7 класів. Працював на Сумському рафінадному заводі, одночасно вчився на робітфаку Сумського педагогічного інституту. Після його закінчення працював учителем в селі Великий Жванчик Хмельницькій області України.
У Червоній Армії з січня 1943 року. Учасник Другої Світової війни з вересня 1943 року. Бився на Західному і 2-му Білоруському фронтах. Був поранений.
Влітку 1944 року 64-а стрілецька дивізія в наступальних боях витісняла німців з територій, що перед цим були окуповані СРСР. Удосвіта 14 липня 1944 року передові частини 433-го стрілецького полку вийшли до Німану і почали розвідку його західного берега.
Командир 2-го батальйону направив через Німан групу бійців на чолі з лейтенантом С. З. Сухіним, щоб відвернути увагу гітлерівців, а тим часом почати форсування у вигіднішому місці.
Щільна пелена уранішнього туману нависла над річкою, закрила протилежний берег. Безшумно спущені на воду колоди, завантажені плоти. І ось група С. З. Сухіна почала переправу. Бойова охорона німців виявила десант майже біля самого берега і відкрила вогонь.
У цей момент, заглушаючи тріскотню кулеметних і автоматних черг, пролунав голос лейтенанта С. З. Сухина: «Вперед, товариші, тільки вперед!». Напружуючи усі сили, мокрі, втомлені бійці здолали крутий берег і захопили позиції бойової охорони гітлерівців, створивши невеликий плацдарм.
Супротивник був упевнений, що саме тут форсують Німан наші основні сили. Він обрушив на річку шквал вогню, відсік інші підрозділи батальйону, не дав їм переправитися через річку. З підрозділу лейтенанта вдалося вийти на західний берег Німану у села Лунна Мостовского району Гродненської області тільки семеро. Це були С. Н. Калинин, И. И. Осінний, И. Г. Шеремет, А. П. Ничепуренко, М. С. Майдан, Т. І. Солопенко і сам 3.С. Сухін. Вони захопили невелику ділянку — 50 метрів по фронту і в глибину.
Користуючись деяким замішанням супротивника і послабленням вогню, лейтенант створив на «п'ятачку» кругову оборону. По траншеях обійшов він увесь свій «гарнізон», що зайняв ворожі окопи і вогневі осередки. Кожному бійцеві уточнив завдання, вказав сектор стрільби, нагадав: «Утримати плацдарм нам треба за всяку ціну неодмінно. Підпускати гітлерівців ближче і бити напевно. Що ж до допомоги, то розраховуватимемо на артилерію, вона вогнику підкине.»
Незабаром десантники помітили пожвавлення в стані ворога. Продовжуючи вести інтенсивний артилерійський і мінометний вогонь по східному берегу, біля роти солдатів супротивника пішло в контратаку на семеро сміливців. Зустрінуті вогнем артилерії із-за Німану і автоматним вогнем сімки відважних, німці вимушені були відійти. Не змусила себе чекати і друга контратака гітлерівців. Вона також була відбита з великими для німців втратами. Після невеликої паузи гітлерівці ще і ще кидали свої підрозділи піхоти.
У дев'яту контратаку йшло вже близько 150 гітлерівців, підтриманих вогнем мінометів і кулеметів. Але і цього разу їх зустрів кулеметний і автоматний вогонь тієї ж сімки. Рядовий М. С. Майдан, переходячи з місця на місце, вів вогонь з автомата і двох рушниць. Будучи пораненим, він не покинув поле бою, а продовжував стріляти і знищив 25 німецьких солдатів. І знову відійшов супротивник, залишивши на полі бою близько вісімдесяти убитих.
Після цієї атаки німців сімка змінила вогневі позиції. Гітлерівці не відмовилися від свого наміру знищити радянських воїнів. Близько 300 німецьких солдатів на повний зріст лавиною рушили на позиції сміливців. Це вже була психічна атака.
До шеренг, що настають, зовсім близько, не більше двохсот метрів. Але чому зволікає лейтенант, чому не дає команду? Раптом над головами прошелестіла одна, а за нею друга міни. Вони розірвалися десь в задніх рядах німців, що настають. І відразу ж гітлерівців накрила наша артилерія. Щоб вийти з-під артилерійського обстрілу, гітлерівці бігом кинулися вперед.
І в цей час бійці почули голос С. З. Сухіна: «Вогонь по фашистських гадах! Вогонь»! Свинцева злива обрушилася на німців. Артилеристи, добре пристрілявшися, все густіше накривали тих, що атакують вогнем. Ворог не витримав і безладно відкотився, залишивши убитими понад 150 солдатів і офіцерів.
Дванадцять лютих контратак відбила впродовж дня група лейтенанта С. З. Сухіна, утримуючи захоплений рубіж. Семеро сміливців прикували до себе увагу супротивника на цій ділянці і тим самим допомогли основним силам зробити обхідний маневр, форсувати річку у іншому місці, зайти німцям в тил і атакувати його. Бойове завдання було виконане.
Залікувавши рани в госпіталі, солдат повернувся на передову. Брав участь в боях за звільнення Польщі, Угорщини.
10 лютого 1945 року в боях на підступах до Будапешта Марк Степанович Майдан був смертельно поранений. Похований в братській могилі на кладовищі в містечку Кишкунлацхаза (24 кілометрів на південь від Будапешта). 7 листопада 1970 року на братській могилі, де він похований, встановлена меморіальна плита з написом: «Тут похований Герой Радянського Союзу Майдан Марк Степанович».
Указом Президії Верховної Ради СРСР від 24 березня 1945 року «за мужність і героїзм, виявлені при форсуванні Німану і утриманні плацдарму на його західному березі», рядовому Марку Степановичу Майдану присвоєно звання Героя Радянського Союзу.

## Нагороди
- орден Леніна,
- орден Червоної Зірки.

## Пам'ять
- У Луннинской школі створений музей бойової слави, експонати якого розповідають про подвиг Марка Майдана.
- У Сумському педагогічному інституті імені А. С. Макаренко, де він вчився, в кімнаті бойової слави є меморіальна дошка на честь Героя Радянського Союзу М. С. Майдану.
- У селі Пушкарівка встановлений бюст Майдана.